# Charlie Shavers

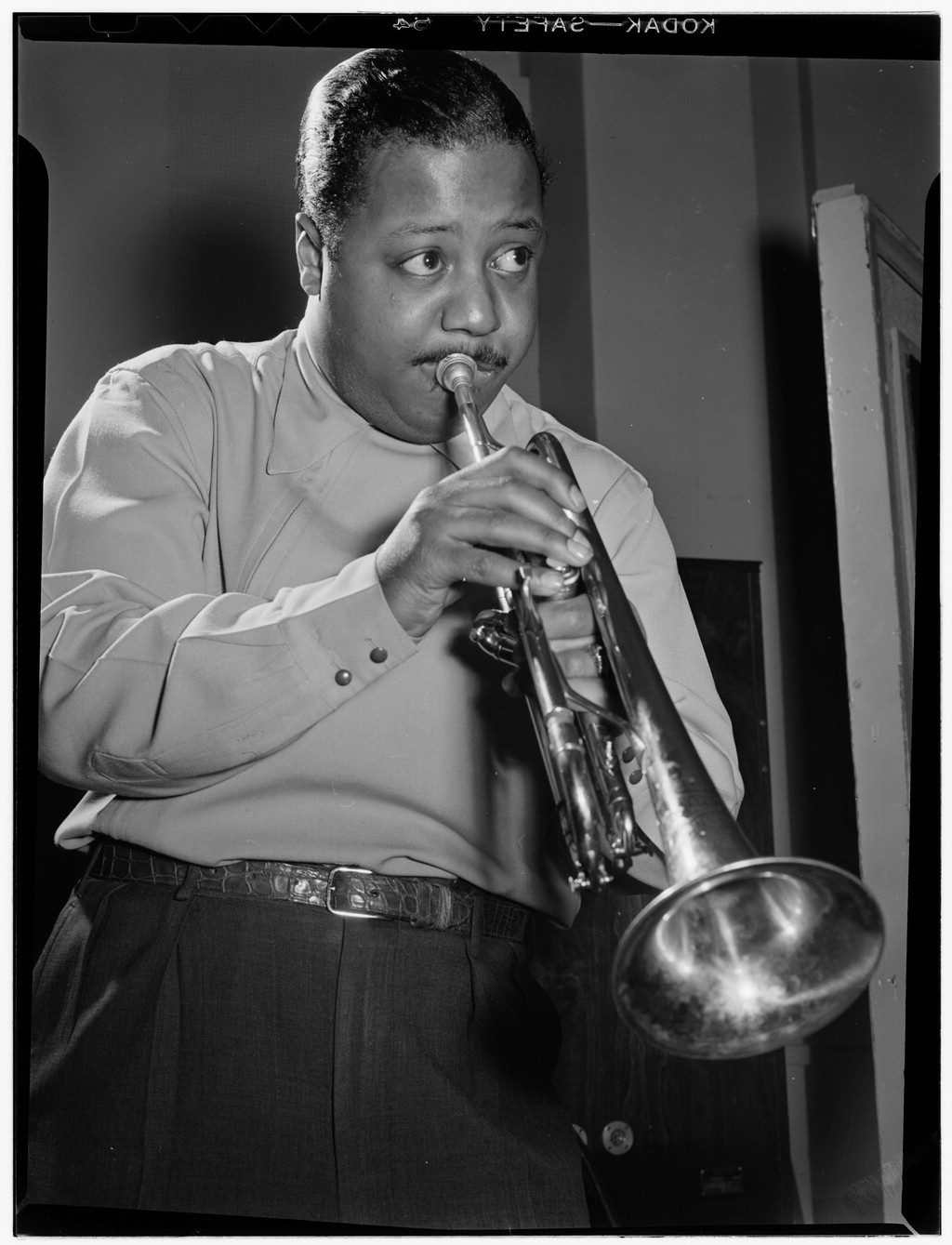

Charlie Shavers né le 3 août 1917 à New York (États Unis), mort le 8 juillet 1971 à New York est un chanteur, compositeur et trompettiste de jazz américain

## Biographie
Enfant, il apprend le piano et le banjo avant la trompette. Il entame sa carrière en 1935 avec le pianiste Willie Gant puis à Philadelphie aux côtés de Frankie Fairfax. En 1936, il revient à New York jouer avec Tiny Bradshaw et entre ensuite dans l'orchestre de Lucky Millinder. Il remplace Frank Newton dans le sextette de John Kirby pour lequel il écrit des arrangements et des thèmes, notamment le standard Undecided. Il joue dans l'orchestre de Tommy Dorsey de 1945 à 1949. En 1950, il fonde un sextette avec Louie Bellson. Il fait des tournées en Europe avec le JATP en 1953 et 1954. Il joue ensuite avec Benny Goodman puis accompagne Frank Sinatra. Entre 1960 et 1970, il dirige un orchestre avec lequel il tourne en Europe.

## Discographie

### En tant que leader
- JATP: The Trumpet Battle 1952 (avec Roy Eldridge)
- Horn o' Plenty (Bethlehem, 1954)
- The Most Intimate (Bethlehem, 1955)
- Gershwin, Shavers and Strings (Bethlehem, 1955)
- We Dig Cole (Jass, 1958)
- Charlie Digs Paree (MGM, 1959)
- Charlie Digs Dixie (MGM, 1959)
- Girl of My Dreams (Everest, 1959)
- Here Comes Charlie (Everest, 1960)
- Like Charlie (Everest, 1960)
- Swing Along (Sesac, 1961)
- Swingin' with Charlie (Sesac, 1961)
- Here's Charlie (Sesac, 1961)
- The Music from Milk and Honey (Everest, 1961) (avec Wild Bill Davis)
- Live at the London House (Hep Records, 1962)
- Excitement Unlimited (Capitol, 1963)
- At Le Crazy Horse Saloon in Paris (Everest, 1964)
- Paris Jazz (Sunset, 1967)
- The Last Session (Black & Blue, 1970)

### En tant que sideman
Avec Count Basie
- The Count! (Clef, 1952 [1955])

Avec Louis Bellson
- Louis Bellson Quintet (Norgran, 1954)
- The Driving Louis Bellson (Norgran, 1955)
- Let's Call It Swing (Verve, 1956)
- Drummer's Holiday (Verve, 1958)

Avec Coleman Hawkins
- Hawk Eyes (Prestige, 1959)

Avec Woody Herman
- Songs for Hip Lovers (Verve, 1957)

Avec Billie Holiday
- Lady Sings the Blues (Verve, 1956)

Avec Gene Krupa and Buddy Rich
- The Drum Battle (Verve, 1952 [1960])